# Ugljevik
Ugljevik (in serbo Угљевик) è un comune della Repubblica Serba di Bosnia ed Erzegovina con 16.538 abitanti al censimento 2013.
Nel territorio della municipalità, scorre il Janja per la maggior parte del suo corso.